# Vassa Larin
Vassa Larin, nata Varvara Georgievna Larina, in russo Варвара Георгиевна Ларина? (Nyack, 11 dicembre 1970) è una religiosa e teologa russa naturalizzata statunitense, monaca rassofora della Chiesa ortodossa russa fuori dalla Russia e docente di liturgia alla facoltà teologica cattolica dell'Università di Vienna.
È la conduttrice del popolare programma Coffee with Sr. Vassa, autrice di articoli e monografia sulla teologia e la liturgia bizantina, intellettuale pubblicamente impegnata nelle questioni riguardanti la propria Chiesa. È inoltre membro fondatore della Società delle Liturgie Orientali e membro della North American Academy of Liturgy. All'interno della Commissione per la Presenza Interconciliare della Chiesa Ortodossa Russa è membro del comitato per la liturgia e l'arte ecclesiastica, e del comitato per il diritto canonico.

## Biografia
Figlia del sacerdote ortodosso russo George Larin, rettore della Chiesa della Protezione della Santa Vergine di Nyack, frequentò la scuola superiore locale e successivamente il college di Bryn Mawr, in Pennsylvania, all'età di 16 anni. A 19 anni lasciò il college per entrare nel convento del ROCOR a Provement, in Francia, dedicato all'icona miracolosa della Madre di Dio di Lesna.
Dopo un periodo di noviziato e di studio della teologia e della storia della chiesa greca, latina, tedesca, fu chiamata da Michele Arndt, arcivescovo ortodosso di Berlino e della Germania, a frequentare all'Istituto ortodosso dell'Università Ludwig Maximilian di Monaco, nel quale si laureò con lode in teologia ortodossa con una tesi sull'ufficio reale all'inizio dell'orthros, intitolata The Byzantine hierarchal divine liturgy in Arsenij Suxanov's Proskinitarij : text, translation, and analysis of the entrance rites, che nel 2010 fu pubblicata all'interno della collana accademica Orientalia Christiana Analecta.
Da gennaio del 2009, suor Larin insegna liturgia alla facoltà cattolica dell'Università di Vienna.

Nel 2012 è stata inserita nella 30ª edizione del dizionario biografico Marquis Who's Who.